# Česká asociace kickboxu
Česká asociace kickboxu – ČAK (dříve ČSFu - Český svaz fullcontactu a ostatních bojových umění) je střešní organizací českého kickboxu sdružující jednotlivé kluby a oddíly. Česká asociace kickboxu je členem mezinárodní asociace WAKO (World Association of Kickboxing Organizations), která je jako jediná asociace kickboxu uznaná Mezinárodním olympijským výborem. V současnosti ČAK sdružuje přes 200 českých klubů a oddílů kickboxu.
V mezinárodním styku může ČAK používat název „Czech Association of Kickboxing“. ČAK disponuje státní reprezentací kickboxu, která se pravidelně účastní mistrovství světa, mistrovství Evropy, Světových her, Univerziád a dalších mezinárodních turnajů.

## Historie
Český svaz fullcontactu a ostatních bojových umění (dále ČSFu) byl založen v polovině roku 1992 a byl v prvopočátku nejvíce spjat s Českým svazem karate, v jehož rámci tvořil samostatnou sekci. Za hlavní zakladatele ČSFu lze považovat K. Strnada, T. Grubera, S. Svobodu a D. Vičíka, kteří se dále nemalou měrou podíleli i na dalším rozvoji kickboxingu v Čechách.
První české závodníky, startující pod hlavičkou ČSFu, bylo možno spatřit již na mezinárodním turnaji Vienna Open 92. Byli to Hadrovský a Holíček. Tento turnaj byl ale obsazen i dalšími českými závodníky, startujícími jednak za Českou asociaci amatérského kickboxu vedenou R. Hladíkem (byli to Sobotka, Pechánek, Šamberger, Frabša, Mikola), jednak za samostatný klub Ústí Gym pod vedením M. Schejbala (Lejnar, Hajný, Sládek, Kubíček), dále za Karate klub Karlovy Vary R.Stránského a nakonec za Kung-fu centrum Most Petra Václavíka.
Rok 1992 byl rokem organizovaného rozmachu bojových sportů v Čechách. Vznikal nejen kickbox, ale i thajský box apod. Vedle ČSFu vznikaly další asociace jako např.: ČAAK - Česká amatérská asociace kickboxu (R. Hladik, M. Simon, M. Frabša, M. Sobotka), která byla českým zástupcem mezinárodní organizace IAKSA a dále např. CMTA - Česká asociace thajského boxu (P. Macháček, D. Brousil).
ČSFu od roku 1992 zvyšoval svůj počet sdružených sportovních klubů kickboxu v Čechách a na Moravě s tím, že od roku 1993 spolupracoval s ČAK - Českou asociaci kickboxu (M. Frabša, M. Sobotka, M. Schejbal, M. Simon, D. Macák).
V roce 1994 se ČSFu stalo členem světové asociace WAKO (World Association of Kickboxing Organizations).  
Na jaře roku 1995 se spojil ČSFu s ČAK, čímž vznikla nová struktura ČSFu. Vzniklé administrativní centrum pro kickbox výrazně přispělo k dalšímu kvantitativnímu i kvalitativnímu rozvoji kickboxu v České republice.

## Současnost
V současnosti[kdy?] je ČAK samostatným svazem sdruženým pod Českou unií sportu. ČAK je jedinou organizací, která má statut státní reprezentace kickboxu.
ČAK pravidelně pořádá certifikovaná školení pro trenéry v rozsahu I. až IV. třídy, reprezentační soustředění a soustředění SCTM, edukační semináře pro zápasníky, trenéry a funkcionáře oddílů a asociace. 
ČAK sdružuje přes 200 sportovních klubů a zajišťuje pořádání národních a mezinárodních turnajů na území ČR a organizuje zahraniční výjezdy na turnaje WAKO.

### Pořádané turnaje
- Mistrovství České republiky (tatami i ringové disciplíny, nominační soutěž)
- Národní pohár (vícekolová nominační soutěž pro tatami a ringové disciplíny)
- Liga K-1 (vícekolová nominační soutěž v disciplíně K-1)
- Liga kickboxu dětí a mládeže (vícekolová soutěž pro mládež)
- Krajské přebory

### Reprezentace
Česká asociace kickboxu, jako jediná organizace kickboxu v ČR, disponuje státní reprezentací. Ta se pravidelně účastní Mistrovství světa a Mistrovství Evropy nejprestižnější mezinárodní asociace WAKO. Česká reprezentace se v průběhu let vypracovala v jednu z nejúspěšnějších reprezentací na poli WAKO a pravidelně získává cenné kovy. Seznam reprezentantů naleznete na oficiálních stránkách ČAK.

## Důležité mezníky
- 1992 - vznik ČSFu (nyní ČAK)
- 1992 - start prvního českého týmu na ME v kickboxu (Hamburk, Německo)
- 1993 - zisk prvních medailí na MS v kickboxu - D. Macák, M. Pour, K. Sládek (Odense, Dánsko)
- 1994 - ČSFu se stává členem WAKO
- 1995 - sloučení ČSFu a ČAK - vznik nové struktury kickboxu v ČR
- 1996 - ČSFu organizuje MS WKA v Praze
- 2023 - ČSFu se přejmenovává na ČAK (Česká asociace kickboxu)